# دوري كرة القدم الأوكراني الدرجة الثانية 2009–10
دوري كرة القدم الأوكراني الدرجة الثانية 2009–10 (بالأوكرانية: Чемпіонат України з футболу 2009—2010: друга ліга)‏ هو موسم من دوري كرة القدم الأوكراني الدرجة الثانية ‏. فاز فيه نادي بوكوفينا تشيرنوفتسي.